# Тарнув-Мосьцице
Тарнув-Мосьцице  (пол. Tarnów Mościce) — пассажирская и грузовая железнодорожная станция в городе Тарнув (расположенная в дзельнице Мосьцице или  Мосьцицы), в Малопольском воеводстве Польши. Имеет 2 платформы и 3 пути.
Нынешняя станция Тарнув-Мосьцице на ведущей к польско-украинской границе железнодорожной линии Краков-Главный — Медыка была построена в 1927 году под названием «Домбрувка-Тарнув» (польск. Dąbrówka Tarnów). Теперешнее здание вокзала построили в 1976 году. Нынешнее название станция носит с 1990 года.